# Caenia dimidiata
Caenia dimidiata es una especie de escarabajo de alas de red perteneciente a la familia Lycidae. Se encuentra distribuido en América del Norte. 